# Simon Abram

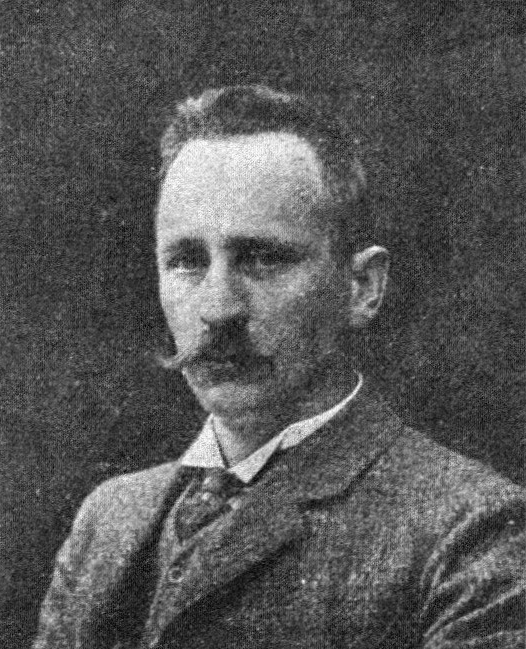
Simon Abram (vor 1907)

Simon Abram (* 3. April 1871 in Wilten bei Innsbruck; † 29. Februar 1940 in Salzburg) war ein österreichischer Politiker der Sozialdemokratischen Arbeiterpartei Österreichs (SDAP).

## Leben und Beruf
Simon Abram war gelernter Drechsler. Er war aber als Hilfsarbeiter in einer Spinnerei, einer in Innsbruck ansässigen Krankenkasse und als Selbständiger Kaufmann tätig. Er beging Suizid am 29. Februar 1940 in Salzburg.

## Politik  und Funktionen
Ab 1892 war er  Mitglied der Sozialdemokratischen Arbeiterpartei Österreichs, für die er auch als Mitarbeiter des Parteiorgans „Innsbrucker Volkszeitung“ tätig war.
Für seine Partei war er von 1902 bis 1904 Mitglied des Gemeindeausschusses von Wilten. 1907 wurde er in den österreichischen Reichsrat gewählt (XI. und XII. Legislaturperiode). Er war vom 21. Oktober 1918 bis 16. Februar 1919 Mitglied der Provisorischen Nationalversammlung und vom 4. März 1919 bis zum  9. November 1920 gehörte er der Konstituierenden Nationalversammlung an. Danach war er vom 10. November 1920 bis zum 17. Februar 1934 Abgeordneter zum Nationalrat (I., II., III. und IV. Gesetzgebungsperiode).
Außerhalb des Parlaments war er am Aufbau und an der Führung der Landesorganisation des Republikanischen Schutzbundes beteiligt. Nach dem Februaraufstand 1934 wurde er zwei Monate lang inhaftiert. In weiteren Funktionen war er als  Aufsichtsratsmitglied der Unionbrotfabrik Salzburg und als Vorstandsmitglied der Großeinkaufsgesellschaft österreichischer Consumvereine (GöC) tätig. Außerdem war er der Gründer der Innsbrucker Spar- und Kreditkasse.